# Jean Dubé

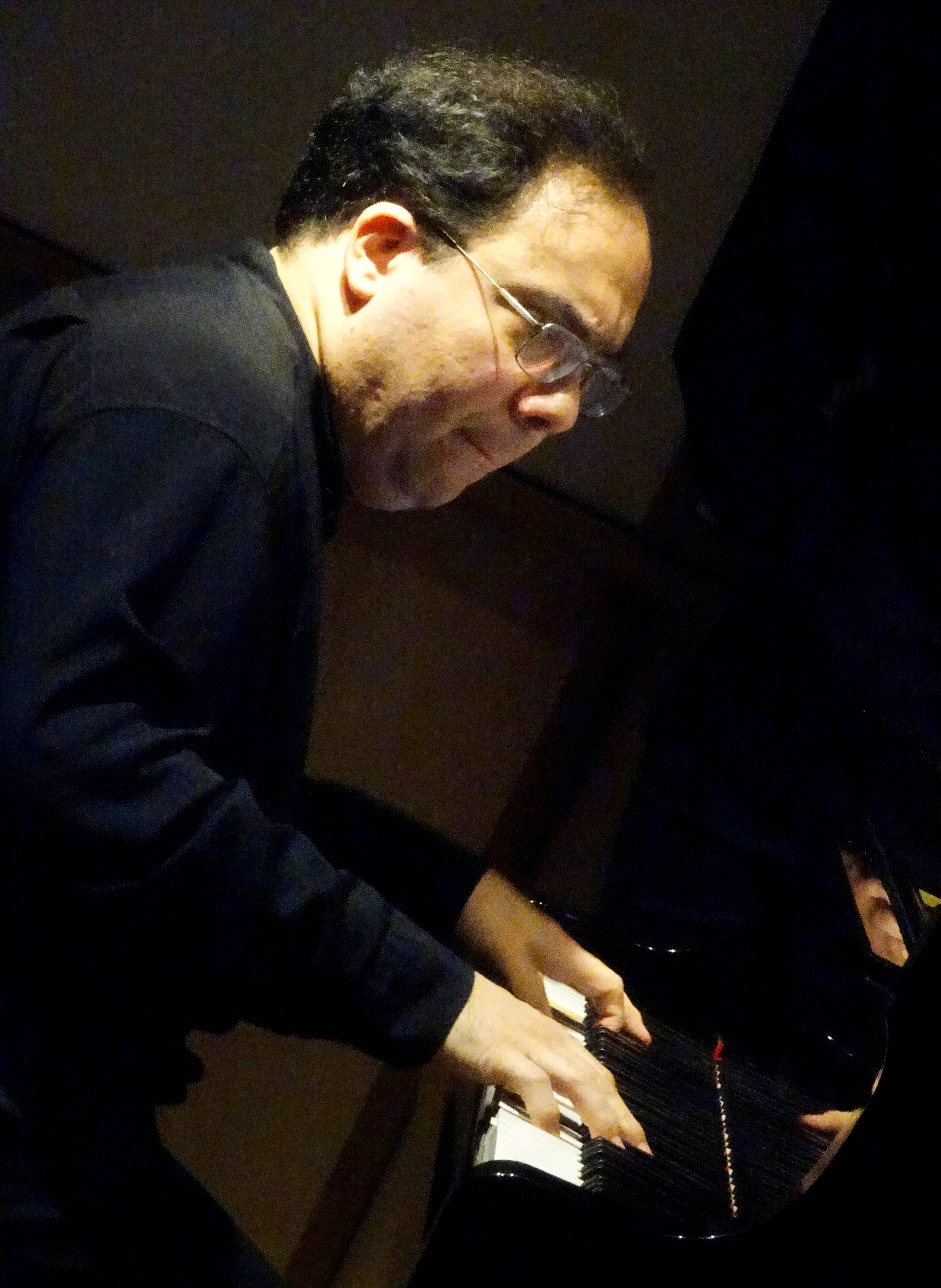
Jean Dubé (2022)

Jean Dubé (geboren am 3. Dezember 1981 in Edmonton, Alberta) ist ein kanadisch-französischer Konzertpianist. Im Jahr 2002 gewann er den Internationalen Franz-Liszt-Klavierwettbewerb.

## Leben und Karriere
Dubé begann im Alter von drei Jahren Klavier zu spielen und trat im Alter von vier Jahren öffentlich auf. Als Wunderkind gewann er im Alter von 9 Jahren ein Steinway-Klavier beim nationalen Wettbewerb „Jeunes Prodiges Mozart à Paris“. Im selben Jahr spielte er als Solist in der Maison de la Radio mit dem Philharmonischen Orchester von Radio France, live auf France Musique.
Mit zehn Jahren gewann er den ersten Preis im Fach Klavier am Konservatorium von Nizza und wurde damit sowohl der jüngste Solist Frankreichs als auch der jüngste Erstpreisträger in der Geschichte dieses Konservatoriums. Mit 11 Jahren wurde er einstimmig mit höchstem Lob der Jury in die Klasse von Jacques Rouvier am Conservatoire National Supérieur de Paris aufgenommen und war damit der jüngste Musiker dieser Institution. Mit nur 14 Jahren gewann er den ersten Preis im Fach Klavier am Nationalkonservatorium für Musik und Tanz in Paris sowie den Sonderpreis Monique de la Bruchollerie.
Mit 16 Jahren erhielt er den ersten Preis beim Internationalen Francis-Poulenc-Klavierwettbewerb in Brive-la-Gaillarde (1997), und mit 17 Jahren gewann er den ersten Preis bei den Jeunesses Musicales in Bukarest (1998).
Im April 2002, im Alter von 21 Jahren, gewann Jean Dubé die sechste Ausgabe des Internationalen Franz-Liszt-Klavierwettbewerbs in Utrecht sowie den Publikumspreis. Als Teil des Preises nahm er seine erste CD bei Naxos auf und ging auf eine Tournee mit über neunzig Konzerten in mehr als zwanzig Ländern.
Er arbeitet regelmäßig mit der Dozentin Julia Le Brun zusammen, einer Spezialistin für Oper. Er ist außerdem einer der künstlerischen Leiter von Concertino.
Er verbindet gerne andere Künste mit der Musik und gibt thematische Rezitale. Seine Interpretation der Turangalîlâ wurde im Jahr 2000 in Riga als beste Aufführung des Jahres ausgezeichnet, und seine Darbietung der 2. Ungarischen Rhapsodie von Liszt erzielte 2002 die schnellste Wiederholung in der Geschichte von Radio Chicago. Mit 14 Jahren erhielt er den einstimmigen ersten Preis des Nationalkonservatoriums von Paris unter Jacques Rouvier und studierte anschließend bei Jacqueline Robin, Catherine Collard und John O’Conor in Dublin dank eines einjährigen Yvonne Lefébure Stipendiums. Er war Gewinner des European Piano Competition Ouistreham Riva 2009, der ihm auch den Preis der Chopin-Gesellschaft in Nohant-Vic verlieh.
Im Jahr 2013 wurde er zum Festival de la Roque d'Anthéron eingeladen, wo er Werke von Liszt, Bellini, Wagner und Gounod aufführte. Er tritt als Solist, in Kammermusikensembles und mit vielen großen Orchestern auf. Er hat die Liszt-Sonate aufgenommen sowie eine CD, die der Musik der nordamerikanischen Ureinwohner gewidmet ist, für das Label Syrius. Er arbeitet mit Julia Le Brun zusammen und ist einer der künstlerischen Leiter von Concertino. Im September 2024 führte Jean Dubé die vollständigen 27 Etüden von Frédéric Chopin im Salle Gaveau in Paris auf.

## Diskografie
- 2002: Franz Liszt : Ballades, polonaises, Trois morceaux suisses (Naxos 8.557364)
- 2003: Franz Liszt : Les Préludes, La Campanella, Rhapsodie hongroise n°2 (Syrius 141377)
- 2004: César Franck : Œuvres et arrangements pour piano, Préludes (Syrius 141383)
- 2005: Jean Sibelius : Œuvres pour piano, Finlandia, Valse triste, vol. 1 (Syrius 141386)
- 2006: Jean Cras : L'Œuvre pour piano, Paysages, Danze, Poèmes intimes (Syrius 141393)
- 2007: Bach... In Nomine, Beethoven, Liszt, Mendelssohn, Prokofiev, Villa-Lobos... (Syrius 141402)
- 2007: 18 Toccatas : Bach, Purcell, Scarlatti, Debussy, Poulenc, Ravel... (Syrius 141406)
- 2007: Grieg : Sonate op. 36 ; Rachmaninov : Sonate op. 19, avec Adrien Frasse-Sombet (violoncelle) (Syrius 141409)
- 2008: Maurice Ravel, Sonate posthume, Sonate ; César Franck, Sonate en la majeur, avec Amanda Favier (violon) (Syrius 141422)
- 2009: Jean Cras et Hervé Roullet : Scènes maritimes et champêtres, avec Xavier Bouchaud (deuxième piano) (Syrius 141430)
- 2009: Jean Sibelius : Œuvres pour piano, vol.2 (Syrius 141432)
- 2010: Hyacinthe Jadin : Six sonates pour piano (Syrius 141437)
- 2010: Frédéric Chopin (Syrius 141438)
- 2010: Johannes Brahms : Trio Esterhaza, avec Frédéric Pelassy (violon) et Florent Audibert (violoncelle) (BNL 112966)
- 2011: Barcarolles : Chopin, Fauré, Liszt, Mendelssohn, Ravel, Sibelius... (Syrius 141443)
- 2011: Jehan Alain : Œuvres pour piano, Préludes, Nocturnes, Barcarolle, Petite rhapsodie...(Syrius 141447)
- 2012: Liszt voyageur : La Suisse et l'Italie (Intégrale Liszt, vol. 1) (CEA Musika)
- 2012: "Main gauche" : Debussy, Dubé, Saint-Saëns, Scriabine, Sibelius... (BNL 112969)
- 2012: Piano-Pédalier : Œuvres pour piano-pédalier de Alkan, Dubois, Franck, Liszt (Syrius 141446)
- 2012: Jean-Paul Penin : Paris 1930, 12 valses pour piano (Syrius 141453)
- 2012: Erkki Melartin : Œuvres pour piano, vol. 1 (BNL 112970)
- 2013: Paraphrases russes : Balakirev, Rimski-Korsakov, Dubé, Pabst (Syrius 141454)
- 2014: Edvard Grieg et Christian Sinding : Œuvres pour piano (Syrius 141456)
- 2014: Demis Visvikis : Les Astres, trilogie pour piano (Syrius 141462)
- 2015: Louis Vierne : Œuvres pour piano (Syrius 141448)
- 2015: Danses au rythme des époques : Albéniz, Brahms, Ravel Joplin, Piazzolla, avec Lucienne Lovano (alto) (Studiogold)
- 2016: Alexandre Glazounov : Pièces pour piano (Syrius 141467)
- 2016: Franz Liszt, Sonate en si ; August Stradal, Fantaisie sur Christus de Liszt (Syrius 141469)
- 2017: Sur des airs amérindiens (Syrius 141480)
- 2018: Erkki Melartin : Œuvres pour piano, vol. 2 (Syrius 141455)
- 2019: Väinö Raitio : Œuvres pour piano (Syrius 141491)
- 2019: Oskar Merikanto : Pièces pour piano (Syrius 141496)
- 2019: Berceuses : Brahms, Chopin, Schumann (Syrius 141493)
- 2019: Bach, Mendelssohn, Wagner : transcriptions pour piano à quatre mains, avec Jean-Francois Bouvery (Syrius 141490)
- 2020: Cloches, pièces pour piano : Vuillemin, Bach, Bizet, Grieg, Moussorgski, Hannikainen, Ravel, Debussy(Syrius 141498)
- 2020: Le violon fantasque : Debussy, Ravel, Dubois, de Sarasate, avec Frédéric Pelassy (violon) (BNL 112989)
- 2020: Jazzy Keyboard : Nikolaï Kapustin, Oscar Peterson, Art Tatum, Bart Howard (Syrius 141499)
- 2021: Piano Recess : Martucci, Mascagni, Glinka, Cosma, Liszt, Gonchigsumlaa, Sharav(Syrius 141501)
- 2022: Theodor Kirchner : Œuvres pour piano (Syrius 141473)
- 2022: Rhapsodies: Brahms, Liszt, Vianna da Motta, Saint-Saëns (Syrius 141500)
- 2022: Brahms, Sonate n°3 ; Edward Elgar, Variations Enigma (Syrius 141502)
- 2022: Mozaïek : Guy-Claude Luypaerts, Vogtland Philharmonic Orchestra sous la direction de Guy-Claude Luypaerts : Concerto classique, Gorée (Ars Produktion)
- 2022: Violon passion : Bachelet, Manuel de Falla, Dvorak, Elgar, Fauré, Grieg, Sibelius, Wagner, avec Frédéric Pelassy (violon) (BNL 112992)
- 2023: Film Music : Transcriptions de musiques de films : Myklos Rosza, Vangelis, John Williams, Nino Rota, Joe Hisaishi, Basil Poledouris( la plupart réalisées par Jean Dubé) ( Syrius 141497)
- 2023: Chopin, Les études : Intégrale des études de Chopin ( op.10, op.25, 3 nouvelles études B.130) ( Syrius 141501)
- 2024: Liszt, 12 Etudes d'éxécution transcendante, 2 études de concert (Syrius, en préparation)
- 2024/2025: Sonates violon/piano de Thédore Dubois et Darius Milhaud : en préparation chez Continuo Classics ave le violoniste Amara Tir
- 2024: Mélodies de Louis Diémer et de Marcel Dupré :  Solstice avec la soprano Camille Chapron ( SOCD410)